# Dysdamartia quaesita
Dysdamartia quaesita är en fjärilsart som beskrevs av Louis Beethoven Prout 1913. Dysdamartia quaesita ingår i släktet Dysdamartia och familjen mätare. Inga underarter finns listade i Catalogue of Life.